# Turó d'en Ridemeia
El Turó d'en Ridemeia és una muntanya de 300 metres que es troba al municipi de la Roca del Vallès, a la comarca del Vallès Oriental.